# Nejc Skubic
Nejc Skubic (ur. 13 czerwca 1989 w Lublanie) – słoweński piłkarz grający na pozycji prawego obrońcy. Od 2016 jest zawodnikiem klubu Konyaspor.

## Kariera piłkarska
Swoją karierę piłkarską Skubic rozpoczął w klubie Interblock Lublana. W 2007 roku awansował do pierwszego zespołu i wtedy też zadebiutował w jego barwach w pierwszej lidze słoweńskiej. W sezonach 2007/2008 i 2008/2009 zdobył z Interblockiem dwa Puchary Słowenii. W trakcie sezonu 2009/2010 został wypożyczony do Dravy Ptuj. W sezonie 2009/2010 zarówno Interblock jak i Drava spadły do drugiej ligi. W zespole Interblocku Skubic grał do końca sezonu 2010/2011.
Latem 2011 roku Skubic przeszedł do rumuńskiego klubu Oțelul Gałacz. W lidze rumuńskiej swój debiut zaliczył 23 września 2011 w zremisowanym 0:0 domowym meczu z Dacią Mioveni. W Oțelulu grał przez pół roku.
Na początku 2012 roku Skubic wrócił do Słowenii i został zawodnikiem NK Domžale. Zadebiutował w nim 3 marca 2012 w zwycięskim 1:0 domowym meczu z FC Koper. W zespole Domžale występował do końca 2015 roku.
W styczniu 2016 roku Skubic odszedł do tureckiego Konyasporu. W Konyasporze swój debiut zaliczył 16 stycznia 2016 w wygranym 2:0 wyjazdowym spotkaniu z Akhisarem Belediyesporem. W sezonie 2015/2016 zajął z Konyasporem 3. miejsce w Süper Lig, najwyższe w historii klubu.
| Sezon   | Klub               | Kraj     | Rozgrywki | Mecze | Gole |
| ------- | ------------------ | -------- | --------- | ----- | ---- |
| 2007/08 | Interblock Lublana | Słowenia | 1. SNL    | 1     | 0    |
| 2008/09 | Interblock Lublana | Słowenia | 1. SNL    | 10    | 1    |
| 2009/10 | Interblock Lublana | Słowenia | 1. SNL    | 9     | 0    |
| 2009/10 | NK Drava Ptuj      | Słowenia | 1. SNL    | 12    | 0    |
| 2010/11 | Interblock Lublana | Słowenia | 2. SNL    | 21    | 2    |
| 2011/12 | Oțelul Gałacz      | Rumunia  | Liga I    | 2     | 0    |
| 2011/12 | NK Domžale         | Słowenia | 1. SNL    | 12    | 0    |
| 2012/13 | NK Domžale         | Słowenia | 1. SNL    | 32    | 0    |
| 2013/14 | NK Domžale         | Słowenia | 1. SNL    | 19    | 0    |
| 2014/15 | NK Domžale         | Słowenia | 1. SNL    | 34    | 0    |
| 2015/16 | NK Domžale         | Słowenia | 1. SNL    | 22    | 2    |
| 2015/16 | Konyaspor          | Turcja   | Süper Lig | 17    | 1    |

## Kariera reprezentacyjna
Skubic grał w reprezentacji Słowenii U-21. W reprezentacji Słowenii zadebiutował 23 marca 2016 roku w wygranym 1:0 towarzyskim meczu z Macedonią, rozegranym w mieście Koper.